# Hématophobie
 (juillet 2018).
L'hématophobie (ou hémophobie) est la peur irrationnelle du sang. Selon l'Organisation mondiale de la santé (OMS), cette affection arrive au troisième rang des phobies les plus répandues après celles des animaux et du vide.[réf. souhaitée]

## Phobie
Des cas sévères de cette phobie peuvent impliquer ce que les autres peurs n'impliquent communément pas, comme le malaise vagal[réf. obsolète]. Des réactions similaires peuvent également survenir chez les individus souffrant de trypanophobie et de traumatophobie. Pour cette raison, ces cas sont catégorisés sous le terme de « phobie de type sang-injection-accident » par le Manuel diagnostique et statistique des troubles mentaux (DSM-IV).
Elle est souvent assimilée aux craintes ayant trait à l'univers hospitalier[réf. nécessaire]. Contrairement à beaucoup d'autres phobies, le sujet n'a pas envie de fuir ou ne fait pas preuve de nervosité. En revanche, elle se traduit par des effets physiologiques : baisse du rythme cardiaque et de la tension pouvant aller jusqu'à l'évanouissement. Selon le psychanalyste Serge Vallon, « le sang est signe de vitalité tant qu'il est caché à l'intérieur. Dès qu'il sort, il devient visible, il est la manifestation d'une vitalité qui nous échappe. Il parle de mort »[réf. nécessaire].

## Traitement
L'approche basique pour un traitement est la même que pour les autres phobies - la psychothérapie cognitivo-comportementale, la désensibilisation, voire les médicaments anxiolytiques.